# يوداي شيبا
يوداي شيبا (باليابانية: 千葉雄大؛ بالكانا: ちば ゆうだい) هو ممثل ياباني، ولد في 9 مارس 1989 في مياغي في اليابان.

## وصلات خارجية
- يوداي شيبا على موقع IMDb (الإنجليزية)
- يوداي شيبا على موقع قاعدة بيانات الفيلم (الإنجليزية)